# بیمارستان فارابی (تهران)
بیمارستان فوق تخصصی چشم پزشکی فارابی اولین و بزرگترین مرکز فوق تخصصی چشم پزشکی در ایران است.

## تاریخچه
این بیمارستان در سال ۱۳۰۰ با خرید باغ حاج میرزا محمد خان معدل الملک دوم به آسایشگاه شهرداری تبدیل شد، این آسایشگاه بیماران دارالایتام و دارالمساکین را در خود جای داده و به مریضخانه فقرا مشهور شده بود. پس از آنکه بیمارستان بلدیه پذیرای بیماران قبلی شد محل بیمارستان فارابی به کارخانه برق بخش ۱۰ داده شد.
پس از شیوع تیفوس در دارالمساکین مجدداً بیمارستان فارابی با نام مریضخانه نمره ۲ بستری بیماران تیفوسی را عهده‌دار شد. پس از اتمام همه‌گیری بیماری تیفوس، بخش‌های مختلف جراحی و داخلی در مریضخانه ایجاد شده و درمانگاه‌های مختلف پزشکی، جراحی، دندانپزشکی، بخش و درمانگاه بیماری‌های گوش و حلق و بینی و داروخانه در آن ایجاد گردید. این بیمارستان در سال ۱۳۱۹ به دانشکده پزشکی ملحق شد.
در سال ۱۳۲۱ تا ۱۳۲۴ ساختمان کرسی چشم پزشکی در محوطه بیمارستان ساخته شد و در دوم آذر ۱۳۲۵ مورد استفاده قرار گرفت. این ساختمان شامل بخش‌های پزشکی، گوش و حلق و بینی، آزمایشگاه و داروخانه با گنجایش ۱۲۰ تخت بستری بود که بعدها تا ۲۲۰ تخت گسترش داده شد. به پاس خدمات لسان شمس استاد چشم پزشکی در دوم خرداد ۱۳۳۶ اتاق عمل بخش چشم پزشکی بیمارستان بنام وی نامگذاری شد. در تشکیلات کرسی چشم پزشکی، دوره تخصصی چشم پزشکی که مدت دوره آن سه سال بود دایر شد. دانش آموختگان دوره پزشکی عمومی با طی این دوره آموزشی تخصصی و گذراندن امتحانات لازم و نوشتن پایان‌نامه مربوط در رشته چشم پزشکی متخصص می‌شدند.
در سال ۱۳۵۹ لایحه واگذاری کلیه اراضی اطراف بیمارستان (حدود صدهزار متر مربع) به دانشکده پزشکی دانشگاه تهران ابلاغ و عملیات ساختمانی بیمارستان جدید فارابی شروع گردید. این ساختمان با مساحت ۲۳ هزار متر مربع زیربنا در سال ۱۳۶۶ افتتاح و به تشکیلات قدیم افزوده شد.

## خدمات بیمارستان
- خدمات درمانی
  - اصلاح عیوب انکساری لیزیک - فمتولیزیک پی آر کی - لازک کاشت لنز - لنزهای تماسی
  - بیماریهای پلک و مجاری اشکی (جراحی مجاری اشکی کودکان - جراحی اندوسکوبیک انسداد مجاری اشکی-افتادگی پلک)
  - تنبلی چشم (استرابیسم) - (درمان تنبلی چشم (آمبلیوپی) - درمان انحراف چشم (استرابیسم)- نیستاگموس
  - جراحی‌های شبکیه (ویترکتومی- لیزر شبکیه (رتین))
  - جراحی‌های قرنیه (درمان کدورت قرنیه
  - کراتوکونوس (قوز قرنیه)
  - پیوند قرنیه
  - رینگ داخل چشم
  - کاتاراکت (آب مروارید)
- خدمات تشخیصی (ارزیابی طول قدامی-خلفی کره چشم - آزمایشگاه)
- خدمات زیبایی

## بخش های بیمارستان
- بخش های بستری
- بخش ها ستاره دار
- بخش های کلینیکی
- بخش های پاراکلینیکی

## واحد بین‌الملل بیمارستان
معاونت بین‌الملل بیمارستان: جذب دانشجوی بین‌الملل با هماهنگی دانشگاه علوم پزشکی تهران
واحد بیماران بین‌الملل: بخشIPD دارای ۷ اتاق، مجهز به مانیتورینگ کامل جهت پایش دقیق بیماران و امکانات کامل رفاهی و ارتباطی از قبیل اینترنت پر سرعت، تلویزیون، سرویس‌های بهداشتی مستقل و … می‌باشد.
هدف در بخش IPD ایجاد چارچوبی مشخص براساس سرعت، دقت و صحت در انجام کارها می‌باشد به نحوی که بیماران بهترین خدمات کیفی را در کوتاهترین زمان دریافت کرده و درعین رضایتمندی و بهبود نسبی در اولین فرصت ترخیص شوند و پرسنل بخش با توجه به چارچوب تعیین شده قادر باشند وظایف خود را به بهترین نحو ممکن انجام دهند.

## افتخارات
- انجام اولین عمل پیوند قرنیه ایران توسط پروفسور محمدقلی شمس در بیمارستان فارابی (سال ۱۳۱۳)
- - انتخاب بیمارستان فارابی به عنوان قطب علمی چشم پزشکی کشور
- - کسب رتبه‌های برتر در سالهای پیاپی در آزمون دانشنامه تخصصی (بورد) توسط دانش آموختگان فارابی
- - کسب گواهینامه درجه یک عالی از طرف مرکز نظارت و اعتبار بخشی وزارت بهداشت، درمان و آموزش پزشکی و جایزه‌های ملی بهره‌وری و تعالی در بخش سلامت [نیازمند منبع]
- - کسب رتبه اول توسط مرکز تحقیقات چشم فارابی